# Mont Gugé
Pour les articles homonymes, voir Guge.
Le mont Gugé est une montagne située dans la région des nations, nationalités et peuples du Sud en Éthiopie. Culminant à 3 568 mètres d'altitude, elle est à proximité du lac Chamo et du lac Abaya. C'est sur cette montagne que la rivière Weito prend sa source.
C'est essentiellement dans des villages situés sur cette montagne que vit le peuple Dorzé.

## Histoire
Jules Borelli l'atteint le 14 avril 1888 et le nomme Gadjé dans son récit.